# 姚远
姚远（1944年—），男，祖籍山东济南，生于重庆，中国剧作家，南京军区政治部文工团编剧，国家有突出贡献话剧艺术家。